# Fanale di Heugh Hill
Il fanale di Heugh Hill (in inglese: Heugh Hill lighthouse) è un fanale eretto da Trinity House nel 1995 all'ingresso del porto di Lindisfarne, un'isola del Northumberland (Inghilterra).
Esso costituisce un ulteriore riferimento oltre a quello fornito dai dromi e dal fanale detti "Old Law" e situati sulla punta di Guile Point, di fronte all'ingresso del porto.
Il 1º novembre 1995 l'incarico per gli ausili alla navigazione per le navi in ingresso ed uscita dal porto di Lindisfarne, fino ad allora gestiti a livello locale, fu affidata a Trinity House che provvide a sostituire il fanale esistente sull'obelisco di East Old Law a Guile Point (noto anche come "Guile Point East") e ad installarne uno nuovo, il fanale di Heugh Hill, in prossimità del porto.
Si tratta di una torre metallica reticolare, alta 8 metri, che sostiene il segnale luminoso ad una quota ("elevazione") di 24 metri sul livello medio del mare. Il fanale emette una luce bianca, rossa o verde a seconda della direzione da cui si osserva, visibile fino ad una distanza di 5 miglia nautiche, la caratteristica è intermittente, con un'eclisse ogni 6 secondi.
Sulla torre è montato un triangolo metallico rosso, che ha la funzione di segnalamento diurno.